# Мали Камен
Мали Камен (словен. Mali Kamen) је насељено место у општини Кршко, Посавска регија, Словенија.

## Историја
До територијалне реорганизације у Словенији био је у саставу старе општине Кршко.

## Становништво
У попису становништва из 2011. године, Мали Камен је имао 260 становника.
| Број становника према пописима | Број становника према пописима | Број становника према пописима |
| ------------------------------ | ------------------------------ | ------------------------------ |
| 1991                           | 2002                           | 2011                           |
| 253                            | 242                            | 260                            |

Напомена: Године 2013. извршена је мања размена територија између насеља Мали Камен и Сеново.